# Liste der Biografien/Mao
Liste der Biografien |
Portal Biografien |
Personensuche
# |
A |
B |
C |
D |
E |
F |
G |
H |
I |
J |
K |
L |
M |
N |
O |
P |
Q |
R |
S |
T |
U |
V |
W |
X |
Y |
Z |
?
 
Ma |
Mb |
Mc |
Md |
Me |
Mf |
Mg |
Mh |
Mi |
Mj |
Mk |
Ml |
Mm |
Mn |
Mo |
Mp |
Mq |
Mr |
Ms |
Mt |
Mu |
Mv |
Mw |
Mx |
My |
Mz
 
Maa |
Mab |
Mac |
Mad |
Mae |
Maf |
Mag |
Mah |
Mai |
Maj |
Mak |
Mal |
Mam |
Man |
Mao |
Map |
Maq |
Mar |
Mas |
Mat |
Mau |
Mav |
Maw |
Max |
May |
Maz
Die Liste der Biografien führt alle Personen auf, die in der deutschsprachigen Wikipedia einen Artikel haben. Dieses ist eine Teilliste mit 39 Einträgen von Personen, deren Namen mit den Buchstaben „Mao“ beginnt.

## Mao
- Mao († 237), Kaiserin der Wei-Dynastie
- Mao Anqing (1923–2007), zweiter Sohn von Mao Zedong
- Mao Dun (1896–1981), chinesischer Schriftsteller, Literaturkritiker und Journalist
- Mao, Anying (1922–1950), ältester Sohn von Mao Zedong
- Mao, Chi-kuo (* 1948), taiwanischer Politiker, Premierminister der Republik China
- Mao, Hengfeng (* 1961), chinesische Frauenrechtsaktivistin
- Mao, Ho-kwang (* 1941), US-amerikanischer Geologe
- Mao, Nathan (* 2008), singapurischer Fußballspieler
- Mao, Ning (* 1972), chinesische Diplomatin und Pressesprecherin
- Mao, Shouxian (1922–2008), chinesischer Biochemiker und Biomorphologe
- Mao, Wendy, US-amerikanische Geophysikerin
- Mao, Ying Angela (* 1950), taiwanische Schauspielerin
- Mao, Zedong (1893–1976), chinesischer PolitikerMao Zedong (1893–1976)

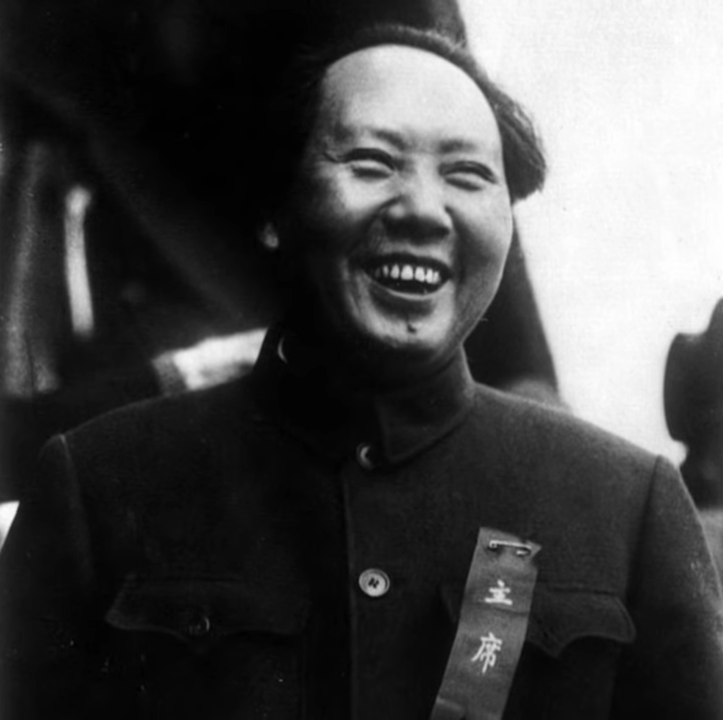
Mao Zedong (1893–1976)

- Mao, Zemin (1896–1943), chinesischer Revolutionär, Bruder von Mao Zedong
- Mao, Zetan (1905–1935), chinesischer Revolutionär, Bruder von Mao Zedong
- Mao-tun (234 v. Chr.–174 v. Chr.), Herrscher (der Schan-yü) der Xiongnu

### Maoh
- Maoh, Alfred (* 1977), vanuatuischer Politiker

### Maol
- Maol Choluim, 5. Earl of Angus, schottischer Adeliger
- Maol Muire Ua Dunáin (1040–1117), erster Erzbischof von Cashel
- Maolida, Myziane (* 1999), komorisch-französischer Fußballspieler
- Maolrubha (642–760), irischer Missionar

### Maop
- Maope, Kelebone Albert (* 1945), lesothischer Politiker

### Maor
- Maor, Eli (* 1937), israelischer Autor und Mathematikhistoriker
- Maòr, Harry (1914–1982), deutsch-israelischer Soziologe
- Maor, Michael (1933–2019), deutsch-israelischer Fotograf und israelischer Geheimdienstagent
- Maortua, Pura (1883–1972), spanische Theaterregisseurin

### Maos
- Maos, Thomas (* 1964), deutscher Gitarrist und Improvisationsmusiker

### Maot
- Maotoanong, Leaname (* 1991), botswanischer Leichtathlet

### Maou
- Maouassa, Faitout (* 1998), französischer Fußballspieler
- Maouche, Mohamed (* 1936), französisch-algerischer Fußballspieler
- Maoulida, Anissa (* 1997), komorische Fußballspielerin und -trainerin
- Maoulida, Toifilou (* 1979), französischer Fußballspieler
- Maouseng Salaeh (* 1991), thailändischer Fußballspieler

### Maoz
- Maoz, Avi (* 1956), israelischer Politiker und BeamterAvi Maoz (* 1956)

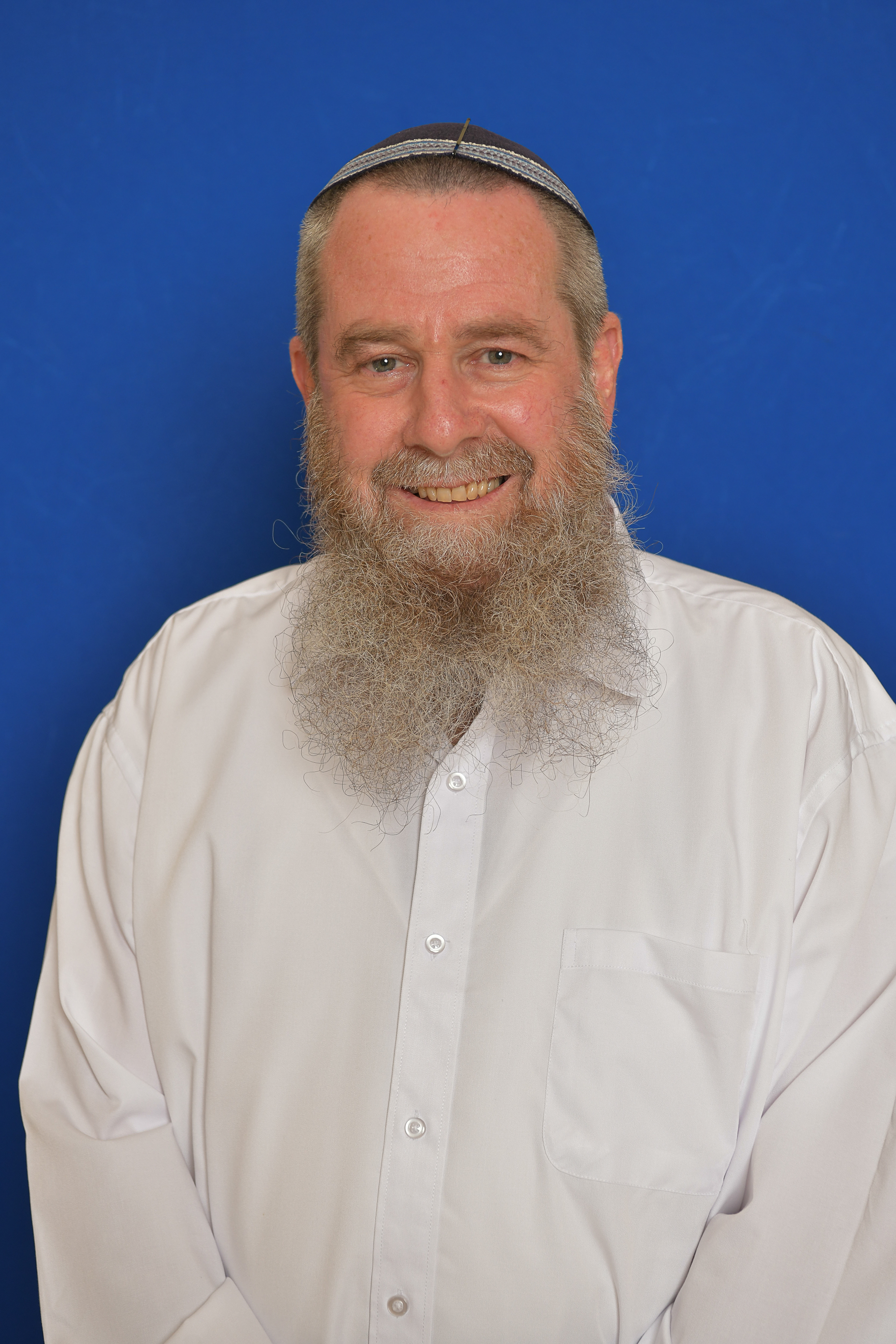
Avi Maoz (* 1956)

- Maʿoz, Benyamin (1929–2014), israelischer Psychiater und Psychotherapeut
- Maoz, Gideon (* 1987), deutsch-israelischer Schauspieler und Sprecher
- Ma'oz, Moshe (* 1935), israelischer Historiker und Hochschullehrer
- Maoz, Samuel, israelischer Regisseur und Drehbuchautor
- Maoz, Zeev (* 1951), US-amerikanischer Politikwissenschaftler und Hochschullehrer